# Kill Kill
Kill Kill è il primo EP della cantautrice statunitense Lana Del Rey, pubblicato il 21 ottobre 2008 negli Stati Uniti dall'etichetta discografica 5 Points Records col nome d'arte di Lizzy Grant.
Le tre canzoni dell'EP sono state poi incluse nell'album del 2010 Lana Del Ray A.K.A. Lizzy Grant. Kill Kill è stato l'unico singolo, la cui pubblicazione è stata accompagnata da un video, mentre la canzone Yayo è stata nuovamente registrata e pubblicata per la terza volta nell'EP Paradise del 2012.

## Tracce
1. Kill Kill – 3:59
2. Yayo – 5:45
3. Gramma (Blue Ribbon Sparkler Trailer Heaven) – 3:50

Durata totale: 13:34